# RTL-TVI
RTL-TVI es un canal de televisión con sede luxemburguesa que emite en francés para el público francófono belga y que pertenece al Grupo RTL. En la comunidad francófona de Bélgica es la emisora de televisión con más espectadores con un 20 % de cuota de mercado. Fue una de las primeras televisiones independientes de Bélgica.
RTL-TVI ofrece una programación familiar, de entretenimiento y ficción. La mayoría de los programas extranjeros están doblados al francés pero conservan la banda sonora original.
En Luxemburgo y en Bélgica, RTL Group también opera los canales Club RTL, Kidz RTL y Plug RTL.

## Historia
Desde 1955, Télé-Luxembourg, la que se convirtió en RTL Télévision en 1982, emitía desde Dudelange en Luxemburgo. Después de la colisión de un avión militar belga contra el transmisor el 31 de julio de 1981, la Compañía Luxemburguesa de Teledifusión (CLT) obtuvo una compensación desde el Gobierno de Bélgica. De esta forma el monopolio de la televisión estatal en Bélgica se acabó.
En 1978, RTL Télé Luxembourg empieza a emitir por el canal 27 de UHF en color PAL (el canal 7 de VHF emite en blanco y negro hasta 1979 y la antena se redirige hacia Alemania en 1983, creando RTL Plus; y el canal 21 de UHF emite en color SECAM para el noreste de Francia desde 1972), cubriendo Bélgica y Luxemburgo. Las desconexiones de RTL Télévision en Bélgica se iniciaron el 12 de septiembre de 1983, con la versión belga del informativo JTL (Journal de Télé Luxembourg), presentada por Jean-Charles De Keyser, Eddy de Wilde y Bibiane Godfroid, que se emitía desde un pequeño estudio en Roosevelt villa en Bruselas. En diciembre de 1985, la CLT creó una compañía en Bélgica llamada TVI SA, cuyos programas propios y espacios publicitarios específicos para RTL Bélgica.
El canal belga de RTL pasó a ser independiente el 12 de septiembre de 1987 con el lanzamiento de RTL-TVI, quien ahora produce toda su programación en Bruselas. RTL-TVI fue la primera cadena de televisión belga francófona independiente. El 21 de diciembre de 1987 el gobierno belga legalizó el acceso de la televisión al mercado publicitario, y en el 1989 también permitió la publicidad en la televisión pública RTBF
El 3 de octubre de 2005, el consejo de administración de TV S.A decidió por unanimidad no renovar la licencia de emisión en la Comunidad francófona de Bélgica para RTL-TVI y Club RTL. Esto se debe a que ya disponía de una licencia para emitir en Luxemburgo y según la directiva europea de Televisión sin fronteras, las transmisiones televisivas están sujetas a la jurisdicción de un solo estado miembro, y dado que la licencia para Bélgica expiraba ese mismo año se decidió no renovar. Actualmente el canal sigue emitiendo en Bélgica a través a si licencia de Luxemburgo y todas sus oficinas están en Bélgica excepto la sede social, que se encuentra en Luxemburgo.
En septiembre de 2005 RTL-TVI comienza a emitir su programación en formato panorámico (16:9) y desde el 30 de agosto de 2010 el canal también emite su señal en alta definición.

## Programación

### Informativos
- Informativo de las 13h : El informativo del mediodía es presentado de lunes a viernes por Luc Gilson y el fin de semana por Caroline Fontenoy.
- Informativo de las 19h : El informativo de la noche es presentado de lunes a jueves por Hakima Darhmouch y de viernes a domingo por Caroline Fontenoy.

### Magacines
- Bruxelles niveau 4
- Coûte que coûte
- C'est pas tous les jours dimanche
- Docs de choc ː Cuenta diferentes historias catastróficas como el choque de un avión, tsumanis, terremotos, etc.
- Enquêtes ː Muestra intervenciones de los servicios de seguridad (policía, bomberos, ambulancias).
- Face à face
- I Comme
- Le Grand défi
- Reporters

- L'amour est dans le pré : reality presentado por Karine Le Marchand, emitido desde 2006.
- Cousu main : emisión presentada por Cristina Córdula, emitido desde 2014.
- De quoi je me mêle
- Garde à vous : emisión en la cual se muestra a los jóvenes que son enviados al servicio militar.
- I like Belgium
- Le Meilleur Pâtissier : programa presentado por Faustine Bollaert y emitido en el prime-time desde 2012.
- Objectif Top Chef : programa culinario presentado por Philippe Etchebest, emitido en 2014.
- Les Reines du shopping : presentado por Cristina Córdula, emitido en 2013.
- Top Chef : reality presentado por Stéphane Rotenberg y emitido el lunes en prime-time desde 2010.
- Un dîner presque parfait ː programa culinario.

Concurso
- Still Standing : Qui passera à la trappe ?
- Septante et un

### Series
- 90210 Beverly Hills : Nouvelle Génération
- 24 heures chrono
- Les 4400
- Army Wives
- Bailey et Stark
- Big Love
- Blue Bloods
- Body of Proof
- Bones
- Brothers & Sisters
- C'est moi le chef!
- Castle
- Cold Case : Affaires classées
- Cougar Town
- Covert Affairs
- Criminal Minds: Suspect Behavior
- Crisis
- Desperate Housewives
- Dexter
- Dirty Sexy Money
- Dr House
- Drop Dead Diva
- Edel et Starck
- Eli Stone
- Esprits criminels
- Friday Night Lights
- Glee
- Graceland
- Grey's Anatomy
- Hawaii Five-0
- Harper's Island
- Heroes
- Homeland
- JAG
- Jericho
- Kyle XY
- Last Man Standing
- La Loi de Canterbury
- La vie secrète d'une ado ordinaire
- Le Transporteur
- Les Experts
- Les Experts : Manhattan
- Les Experts : Miami
- Lie to Me
- Life
- Lost : Les Disparus
- Modern Family
- Medium
- Mistresses
- NCIS : Enquêtes spéciales
- NCIS: Los Ángeles
- New York, section criminelle
- New York, unité spéciale
- Numb3rs
- No Ordinary Family
- Oh Baby
- Once Upon a Time
- Prison Break
- Private Practice
- Raising Hope
- Revenge
- Rush
- Scandal
- Suits : Avocats sur mesure
- Terra Nova
- The Americans
- The Client List
- The Event
- The Gates
- The Glades
- The Good Wife
- Top Models
- Ugly Betty
- Under the Dome
- Wes et Travis
- Zero Hour
- Rex, chien flic
- Downton Abbey
- Camping Paradis
- Medicopter 117

## Identidad Visual

### Logotipos

Logotipo del 1994 al 28 de marzo de 2023
Logotipo actual desde 28 de marzo de 2023.

### Eslóganes
- "Vos émotions en grand !" (Vuestras emociones en grande)[1]

## Organización

### Dirigentes
Presidente:
- Jean-Pierre de Launoit: 12 de septiembre de 1987 a 1989

Delegados de Administración
- Jean Stock: 1989 -1994
- Jean-Charles De Keyser: 1994 - 15 de marzo de 2002
- Phillippe Delusinne: desde el 15 de marzo de 2002

Directores Generales
- Jean-Charles De Keyser: 12 de septiembre de 1987 - 1994
- Pol Heyse: 1994 - 25 de febrero de 2002

Director financiero
- Guy Rouvroi: desde el 15 de marzo de 2002

Secretaria General
- Laurence Vadenbrouck: desde el 1 de enero de 2007

Directores de programación y de información
- Bibiane Godfroid: 12 de septiembre de 1987 - 1991
- Eddy De Wilde: 1991 - 25 de febrero de 2002
- Stéphane Rosenblatt: desde el 15 de marzo de 2002

Director de la redacción
- Laurent Haulotte: desde el 1 de agosto de 2008

### Capital
RTL-TVI pertenece a la sociedad luxemburguesa RTL Belux S.A.& cie SECS, participada en un 65,6% por CLT-UFA S.A., filial en un 99,7% de RTL Group, un 33,8% por el grupo editorial belga Audiopresse S.A. y un 0,6% por RTL Belux S.A.
RTL Belux S.A. & cie SECS tiene un contrato de subcontratación con la sociedad belga RTL Belgium S.A. que fabrica y produce los programas de RTL-TVI además de las otras dos cadenas Club RTL (películas antiguas, deportes y emisiones infantiles) y Plug RTL (telerrealidad, series para adolescentes).

### Ubicación

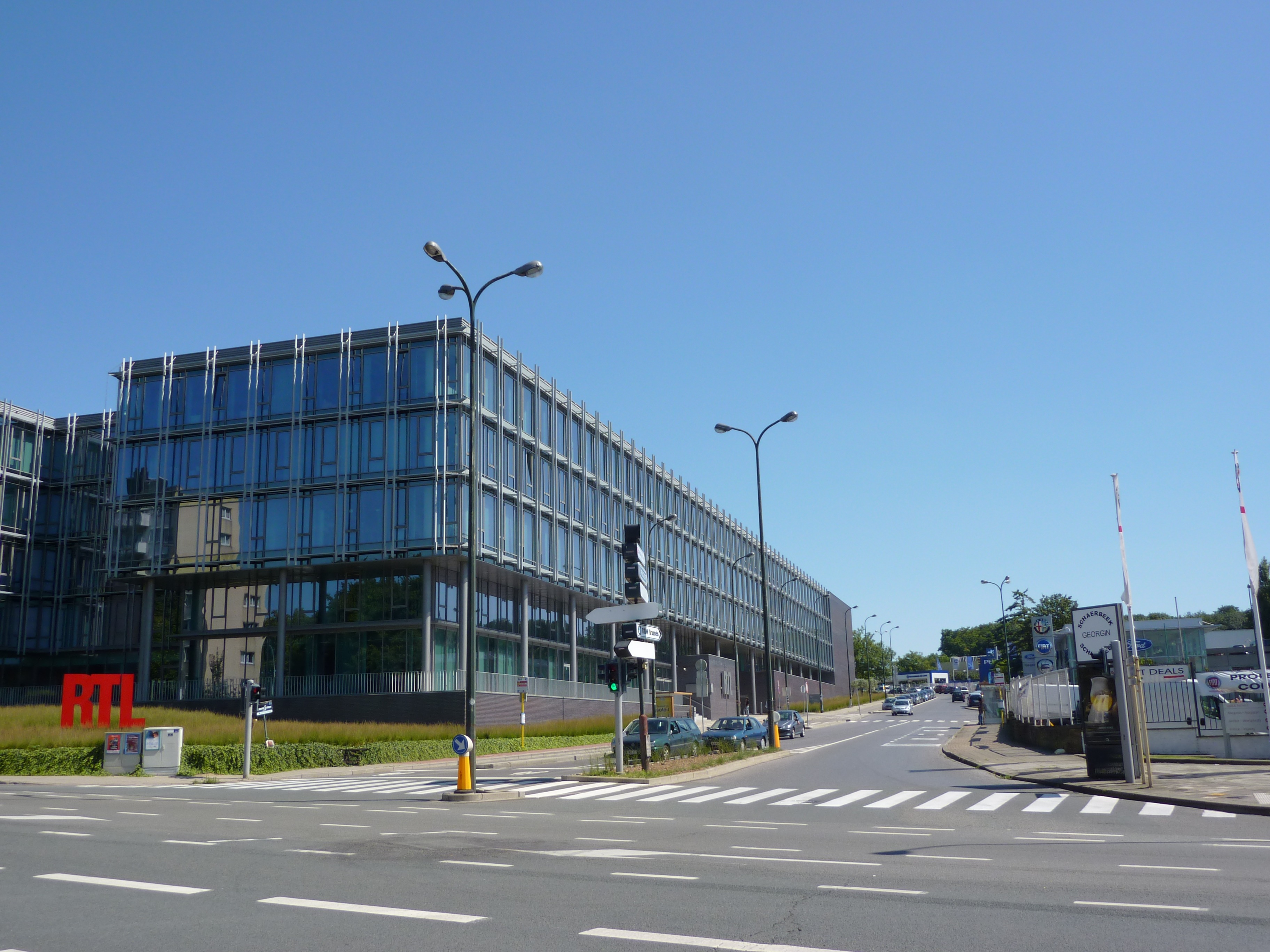
RTL House, sede de RTL Belgium

En 1983, RTL Television instaló un pequeño estudio dentro de la Villa Empain, un particular y pequeño hotel situado en la avenida Franklin Roosevelt en Bruselas, para producir los programas emitidos en Bélgica no realizados en la Villa Louvigny en Luxemburgo. Únicamente el informativo de la noche y algunos magacines.
En la primavera de 1995, TVI S.A. se trasladó a un edificio de nueva construcción que alquiló situado en el puesto número 1 de la Avenida Ariane en Woluwe-Saint-Lambert en Bruselas. El edificio es más amplio, más moderno y más adecuado para un canal de televisión. El edificio también alberga los estudios de radio RVI S.A.
En enero de 2007, todas las actividades de TVI S.A. se realizan en la RTL House, un nuevo edificio aún más grande y más moderno que el grupo ha construido en el número 2 de la Avenida Jacques Georgin en Schaerbeek, Bruselas. El 26 de enero de 2007, el primer ministro, Guy Verhofstadt, varios ministros federales y el rey Alberto II acudieron a la ceremonia de apertura de las nuevas instalaciones de la RTL House.
La sede social de RTL-TVI y su centro de distribución de central está instalado en el edificio KB2 de RTL Group, la ubicación de RTL Belux SA & Cie SECS, construido en el distrito de Kirchberg en el 45 del boulevard Pierre Frieden en Luxemburgo, la que permite a la cadena para mantener su licencia de emisión de Luxemburgo.

## Audiencias
Con una audiencia media de 24,1% en 2016, RTL-TVI es la cadena belga francófona con mayor audiencia por delante de La Une. Si se tienen en cuenta las cadenas de televisión extranjeras también es la más vista por delante de TF1.
| 1990    | 1991    | 1992    | 1997   | 1998   | 1999   | 2002   | 2003   | 2002   | 2003   | 2004   | 2005   | 2006   | 2007   | 2008   | 2009   |
| ------- | ------- | ------- | ------ | ------ | ------ | ------ | ------ | ------ | ------ | ------ | ------ | ------ | ------ | ------ | ------ |
| 29,82 % | 31,61 % | 30,11 % | 19,9 % | 19,5 % | 18,4 % | 18,1 % | 18,9 % | 18,1 % | 17,9 % | 17,9 % | 17,9 % | 19,1 % | 19,3 % | 19,2 % | 20,9 % |
| 2010    | 2011    | 2012    | 2013   | 2014   | 2015   | 2016   |        |        |        |        |        |        |        |        |        |
| 21,6 %  | 21,6 %  | 20,1 %  | 19,5 % | 18,7 % | 20,9 % | 24,1 % |        |        |        |        |        |        |        |        |        |

Fuente : Centre d'Information sur les Médias (CIM).
El máximo histórico de audiencia del canal fue la emisión de la película francesa Bienvenidos al norte el 7 de marzo de 2010. Alcanzó una audiencia de 1.423.800 espectadores y una cuota de mercado del 66,6 %.